# استیل دی هیدروکدئین
استیل‌ دی‌ هیدروکدئین نوعی مشتق اوپیوئیدی است که در سال ۱۹۱۳۴ در آلمان معرفی شد و به عنوان مسکن کاربرد داشت.